# LfA Förderbank Bayern
El LfA Förderbank Bayern  es la agencia estatal de financiación del Estado Libre de Baviera en la forma legal de una institución de derecho público con sede en Múnich. Fue fundada en 1951 para financiar la reconstrucción económica de Baviera después de la Segunda Guerra Mundial. Su tarea actual es la financiación corporativa en las áreas de puesta en marcha, crecimiento, innovación, energía y medio ambiente, así como la estabilización. Además, la LfA apoya a los municipios en sus proyectos de inversión con el segmento de negocios de infraestructura. El grupo objetivo de la LfA son empresas medianas, fundadores y municipios de Baviera.

## Historia
El LfA hoy
Después de más de 50 años de actividad comercial, el volumen de negocios de LfA, que ha estado operando bajo el nuevo nombre LfA Förderbank Bayern desde 1997, ha crecido significativamente. Las actividades de promoción de LfA son por lo tanto fuertes. En 2014, se comprometieron préstamos por un total de aproximadamente 2 000 millones de euros. Sin embargo, los fondos públicos para préstamos de bajo interés del programa son cada vez más escasos. La mayoría de los préstamos ahora son financiados por la propia LfA. Los fondos se recaudan en el mercado de dinero y capitales en condiciones normales de mercado a través de la emisión de bonos. El nivel actual de alivio de riesgo a través de garantías, indemnizaciones y garantías, que se desarrolló de manera especialmente amplia en la década de 1990, también aumentó: aumentaron de 33 millones de euros en 1990 a 245 millones de euros en 2015. Más de dos empresas del Grupo LfA, BayBG Bayerische Beteiligungsgesellschaft y Bayern Kapital, LfA ofrece a sus clientes modelos de inversión de capital que pueden utilizarse para crear una base financiera segura. Los fondos de Bayern Kapital, una subsidiaria de propiedad absoluta de LfA, proporcionan capital de riesgo a empresas jóvenes y en crecimiento orientadas a la tecnología en Baviera.

## Hechos y cifras
Como banco, la LfA está sujeta a la supervisión de la Autoridad Federal de Supervisión Financiera (BAFin) y las disposiciones de la Ley de Bancos de Alemania (KWG).
Desde su inicio, el banco ha prometido alrededor de 398,000 préstamos comerciales con un préstamo de poco menos de € 63 mil millones.
Como organismo público, la LfA está exenta del impuesto de sociedades.

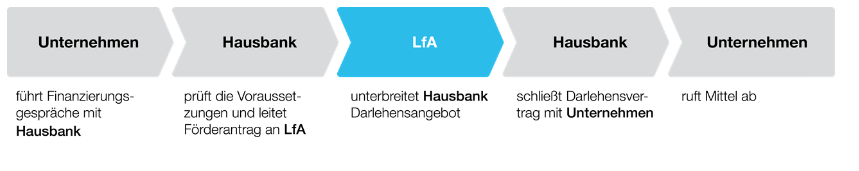
Organigrama concesión de préstamos

El banco extiende los préstamos de acuerdo con los principios del propio banco.
Es neutral en relación con los bancos comerciales y concede sus préstamos a través de ellos.